# Decisive Battles of WWII: Korsun Pocket
Decisive Battles of WWII: Korsun Pocket là một game thuộc thể loại chiến lược theo lượt được hãng Strategic Studies Group (SSG) phát triển và Matrix Games phát hành vào năm 2003.

## Bối cảnh
Trò chơi mô tả trận đánh lịch sử Chiến dịch hợp vây Korsun trong Thế chiến II.

## Công bố
Trò chơi này là một phần của dòng game Decisive Battles of World War II và được phát hành vào ngày 25 tháng 8 năm 2003. Đến tháng 12 năm 2003, SSG đã phát hành bản mở rộng dành cho Korsun Pocket mang tên Across the Dnepr, đề cập đến sông Dnieper ở Ukraina. Bản mở rộng này chỉ khả dụng thông qua bản tải xuống từ trang web Matrix Games.

## Đón nhận
Trong PC Gamer US, William R. Trotter đã tuyên bố Korsun Pocket "là wargame hay nhất từng được tạo ra cho PC." Ông ca ngợi sự kết hợp của nó rất chi tiết và khả năng tiếp cận, và lập luận rằng "nó có thể được làm chủ bởi bất kỳ tân binh nào sẵn sàng đầu tư thời gian và sự kiên nhẫn", dù các lượt đi cần tới một giờ chơi. Trotter đưa ra kết luận, "Đó là đỉnh Everest, bản giao hưởng số 9 của Beethoven, và Moby Dick của thể loại wargame PC, và nó hoàn toàn đủ điều kiện là một tác phẩm nghệ thuật đích thực." Tương tự, Bruce Geryk của Computer Gaming World đã gọi Korsun Pocket "wargame máy tính dạng ô lục giác hay nhất từng làm ra", và lặp lại lời khen ngợi của Trotter về mức độ chi tiết cao của nó. Ông đã viết, "Korsun Pocket tìm cách nắm bắt mọi thứ hấp dẫn về loại trò chơi sa bàn chiến tranh lịch sử, loại trừ tedium và giới thiệu nó như một trò chơi tuyệt vời."
Các biên tập viên của Computer Gaming World đã vinh danh Korsun Pocket là "Wargame của Năm" 2003. Họ viết, "Thiết kế cốt lõi nổi bật như giao diện và cách trình bày, và A.I. phá hủy huyền thoại rằng các wargame không thể tạo ra một cuộc chiến đàng hoàng chống lại một đối thủ người chơi." GameSpy cũng đề cử Korsun Pocket là wargame máy tính hay nhất năm 2003, và các biên tập viên đã gọi nó là "wargame dạng ô lục giác truyền thống hay nhất mọi thời đại." Nó là một ứng cử viên cho giải thưởng "Game Chiến Lược Theo Lượt Hay Nhất" năm 2003 của PC Gamer US, mặc dù nó đã thua trước trò Combat Mission 3: Afrika Korps. Các biên tập viên gọi nó là "con 'chó lớn' mới của thể loại wargame dạng ô lục giác".